# Елмедин Конаковић
Елмедин Конаковић (Сарајево, 3. септембра 1974) босанскохерцеговачки је политичар. Од јануара 2023. обавља функцију министра спољних послова. Оснивач је и предсједник странке Народ и правда.
Између 2019. и 2022. био је посланик Дома народа Парламента Федерације Босне и Херцеговине. Између 2015. и 2018. био је премијер Кантона Сарајево.

## Биографија
Рођен је 3. септембра 1974. у бошњачкој породици у Сарајеву, у тадашњој Социјалистичкој Републици Босни и Херцеговини. Завршио је средњу електротехничку школу, а након рата у Босни и Херцеговини Факултет спорта и физичког васпитања Универзитета у Сарајеву.
Током рата у БиХ, придружио се Армији Републике Босне и Херцеговине и играо за КК Босна. Године 2002. постао је директор кошаркашке репрезентације Босне и Херцеговине, а 2003. до 2007. био директор КК Босна.
Године 2004. придружио се Странци демократске акције (СДА). Године 2015. напустио је СДА и основао сопствену странку Народ и правда.

## Приватни живот
Ожењен је Далијом Хасанбеговић, која ради као новинарка за Al Jazeera Balkans. Имају двоје дјеце. Нема некретнине на свом имену, док његова супруга посједује неколико имања у Сарајеву као насљеђе породице Мерхемић. Раније је био у браку са манекенкама Аидом Османовић и Мартином Саиром Кешкић, до 2014.
Поред матерњег бошњачког, течно говори енглески и разуме италијански и румунски језик.